# Димитър Павлов (колоездач)
Вижте пояснителната страница за други личности с името Димитър Павлов.
Димитър Павлов е български колоездач.

## Биография
Роден е в с. Нова Махала през 1945 г. Семейството се премества в град Казанлък, когато той е на 4 години.
През 1957 г. се записва в школата на балканския шампион по колоездене Цвятко Георгиев в град Казанлък. Само няколко години по-късно започва своите първи състезания.
През 1963 г. печели Републиканското първенство на писта в Плевен заедно със своите съотборници Деньо Стойчев, Бельо Пенчев и Рашо Станев. Поставят нов републикански рекорд за юноши старша възраст от 4:57,6 (ст.р. 4:59,4). През 1964 г. Димитър Павлов завършва на 2-ра позиция на Колокритериума в София и на следващата година печели състезание в Унгария.
През 1966 г. постъпва в проекта Олимпийски надежди, но скоро неговата спортна кариера приключва. Скоро се задомява и започва работа в завод Арсенал.
Понастоящем е пенсионер и живее в град Казанлък.